# I liga paragwajska w piłce nożnej (1955)
Mistrzem Paragwaju został klub Club Libertad, natomiast wicemistrzem Paragwaju – Club Olimpia.
Mistrzostwa podzielone zostały na dwa etapy. Drugi etap zadecydował o tym, które pięć klubów weźmie udział w drugim – decydującym o mistrzostwie – etapie. Zwycięzca drugiego etapu został mistrzem Paragwaju.
Do drugiej ligi spadły dwa kluby – Sportivo Luqueño i  Sportivo San Lorenzo. Na jego miejsce z drugiej ligi awansował klub General Genes z miasta Asunción. Liga zmniejszona została z 9 do 8 klubów.

## Pierwszy etap

### Tabela końcowa pierwszego etapu 1955
| Poz | Klub                  | Mecze | Zw | Rem | Por | Pkt | BrZd | BrStr |
| --- | --------------------- | ----- | -- | --- | --- | --- | ---- | ----- |
| 1   | Club Libertad         | 16    | 13 | 1   | 2   | 27  | 35   | 17    |
| 2   | Club Olimpia          | 16    | 8  | 3   | 5   | 19  | 23   | 16    |
| 3   | Club Sol de América   | 16    | 7  | 5   | 4   | 19  | 27   | 24    |
| 4   | Cerro Porteño         | 16    | 7  | 3   | 6   | 17  | 23   | 23    |
| 5   | Club Guaraní          | 16    | 6  | 5   | 5   | 17  | 19   | 23    |
| 6   | Club Presidente Hayes | 16    | 5  | 4   | 7   | 14  | 32   | 35    |
| 7   | Club Nacional         | 16    | 3  | 6   | 7   | 12  | 27   | 26    |
| 8   | Sportivo Luqueño      | 16    | 4  | 4   | 8   | 12  | 23   | 32    |
| 9   | Sportivo San Lorenzo  | 16    | 2  | 3   | 11  | 7   | 15   | 28    |

Baraż o utrzymanie się w pierwszej lidze
- Club Nacional – Sportivo Luqueño

Rozegrano trzy mecze, a zwycięzcą został klub Club Nacional, który utrzymał się w pierwszej lidze

## Drugi etap – runda finałowa

### Tabela końcowa drugiego etapu 1955
| Poz | Klub                | Mecze | Zw | Rem | Por | Pkt | BrZd | BrStr |
| --- | ------------------- | ----- | -- | --- | --- | --- | ---- | ----- |
| 1   | Club Libertad       | 20    | 15 | 2   | 3   | 32  | 47   | 21    |
| 2   | Club Olimpia        | 20    | 10 | 4   | 6   | 24  | 28   | 19    |
| 3   | Cerro Porteño       | 20    | 10 | 3   | 7   | 23  | 31   | 27    |
| 4   | Club Guaraní        | 20    | 8  | 5   | 7   | 21  | 29   | 35    |
| 5   | Club Sol de América | 20    | 7  | 5   | 8   | 19  | 30   | 38    |

## Klasyfikacja strzelców w sezonie 1955
| Gole | Piłkarz      | Klub          |
| ---- | ------------ | ------------- |
| 25   | Máximo Rolón | Club Libertad |